# Isabelle Waldberg
Isabelle Waldberg, geboren als Isabelle Margaretha Maria Farner, (* 10. Mai 1911 in Oberstammheim; † 12. April 1990 in Chartres) war eine Schweizer Bildhauerin.

## Leben und künstlerisches Werk
Isabelle Farner wurde in Oberstammheim im Schweizer Kanton Zürich als Tochter einer Bauernfamilie geboren. Ihre Leidenschaft für Handwerkskunst entstand schon früh, als sie als Kind beim Bau eines Holzfachwerkhauses gegenüber dem Bauernhof ihrer Eltern zuschaute. „Dabei erkannte ich, dass es möglich ist, mit den eigenen Händen neue Formen zu schaffen. Ich sah, wie sich das Haus Stück für Stück entwickelte, wie eine monumentale Skulptur. Der Geruch von Gips bleibt eng mit diesem ersten Eindruck verbunden“, erzählt sie darüber.
Farner studierte beim deutsch-schweizerischen Architekten Hannes Meyer in Zürich und zog 1936 nach Paris. Dort studierte sie bei Marcel Gimond an der Académie Colarossi, bei Robert Vlerick an der Académie de la Grande Chaumière und bei Charles Malfray an der Académie Ranson. Nach einem Studium in Florenz 1937 kehrte sie nach Paris zurück, wo sie Alberto Giacometti, Georges Bataille, André Masson und ihren zukünftigen Ehemann, den Schriftsteller Patrick Waldberg kennenlernte. Von 1938 bis 1940 studierte sie Ethnologie bei Marcel Mauss und besuchte parallel dazu das von Georges Bataille mitbegründete Collège de Sociologie. Zu dieser Zeit wurde sie als einzige Frau in Batailles Geheimgesellschaft Acéphale aufgenommen.

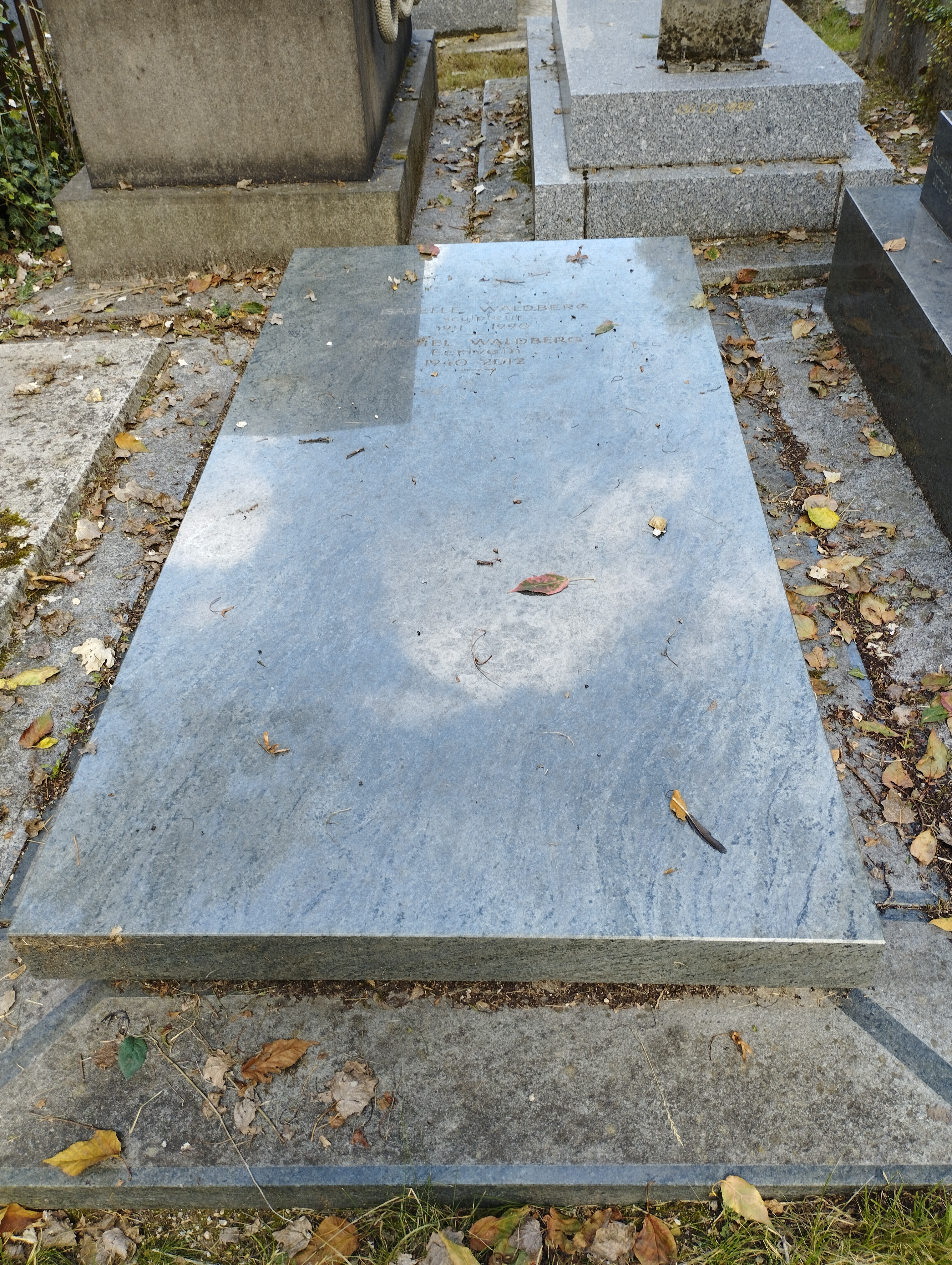
Grab von Isabelle Waldberg und ihrem Sohn Michel auf dem Cimetière de Montmartre

Nach der Geburt ihres Sohnes Michel (1940–2012) reiste Farner 1942 nach New York. Noch im gleichen Jahr heiratete sie in Newark Patrick Waldberg, dessen Nachnamen sie annahm. Sie verbrachte die nächsten drei Jahre in New York und schloss sich dort einer Gruppe surrealistischer Künstler an, die in den USA im Exil lebten. Darunter befanden sich André Breton, Max Ernst und Marcel Duchamp. 1944 hatte sie ihre erste Einzelausstellung in der Galerie Art of This Century.
1945 kehrte Isabelle Waldberg nach Paris zurück. Dort übernahm sie Duchamps Atelier in der 11 rue Larrey, wo sie bis zu ihrem Tod wohnte. Von 1947 bis 1948 war sie Mitherausgeberin des surrealistischen Magazins Da Costa Encyclopédique. 1953 trennte sie sich von ihrem Ehemann. Sie wurde mit dem Preis der William Copley Foundation (1959), dem Prix André Susse (1960) und dem Prix Antoine Bourdelle (1961) ausgezeichnet. 1975 wurde sie zur Professorin an der ENSBA in Paris ernannt. Sie starb 1990 im Alter von 78 Jahren in Chartres.
Isabelle Waldberg bildhauerisches Werk gliedert sich in drei Perioden: eine von Porträts und großformatigen Akten bestimmte figurative bzw. „figurale“ Periode (1932–1938), eine Periode der Konstruktionen bzw. „Constructions“ (1943–ca. 1956) mit einigen wenigen fragilen Holz- und Eisenskulpturen sowie die bedeutende letzte Periode (1953–1990), in der Waldberg sich wieder Gipsskulpturen zuwandte, die meistens in Bronze und teilweise aufwendiger Patinierung ausgeführt wurden. Neben einigen Großplastiken schuf sie hauptsächlich kleinformatige Arbeiten, deren Stil zwischen surrealistischer Objekthaftigkeit und gestischer Abstraktion einzuordnen ist. Zu ihrem Gesamtwerk gehören abgesehen von Entwurfszeichnungen auch einige Gouachen.

## Werke (Auswahl)
- Le grand picucule, 1943
- Laocoon, 1950
- La Ruine, 1965
- Portrait intérieur, 1967
- Delescluze descend vers le Chateau d’Eau, 1973
- Le Cypres dans la Cour, 1974
- Portrait de Marcel Duchamp, 1950
- Femme, 1972
- Cavalier zen, 1979
- Personnage étoile, 1988

## Einzelausstellungen
- 1944 Isabelle Waldberg. Constructions. New York, Art of this Century Gallery. Von Peggy Guggenheim kuratiert.
- 1947 Paraphernalie. Paris, Galerie Jeanne Bucher. 14 Holzkonstruktionen.
- 1952 Isabelle Waldberg and Jean-Paul Riopelle. Paris, Galerie Henriette Niepce. Konstruktionen in Eisen zusammen mit Aquarellen.
- 1960 Isabelle Waldberg. Paris, Galerie du Dragon. Kuratiert von Max Clarac-Sérou, Gipsskulpturen und Bronzen seit 1953.
- 1961 Isabelle Waldberg und Jean Cardot. Paris, Musée Bourdelle.
- 1962 Ausstellung zum Prix Bourdelle.
- 1963 „Isabelle Waldberg: ‚Opere di piccolo formato‘“. Galleria Cadario Mailand. Getönte Gipsskulpturen und kleine Bronzen.
- 1967 Isabelle Waldberg. Amiens, Maison de la Culture d’Amiens.
- 1969 Isabelle Waldberg. Paris, Galerie Georges Bongers.
- 1973 Isabelle Waldberg – Sculptures. Colombes, Maison des Jeunes et de la Culture.
- 1976 Isabelle Waldberg – Sculptures et Gouaches Irréalistes. Paris, Galerie des Grands Augustins.
- 1978 Isabelle Waldberg – Sculptures. Paris, Hôtel de Ville de Paris.
- 1980 Isabelle Waldberg – sculptures, gouaches, dessins. Galerie Claude Givaudan Genf.
- 1981 Isabelle Waldberg. Skulpturen 1943–1980. Bern, Kunstmuseum. Von Hans Christoph von Tavel kuratierte Retrospektive.
- 1983 Isabelle Waldberg – Sculptures. Paris, Nova Park Elysée.
- 1984 Isabelle Waldberg – Sculptures. New York 1943 – Paris 1983. Paris, Galerie Artcurial. Von Dominique Le Buhan kuratierte Retrospektive bestehend aus 49 Konstruktionen, Bronzen, Gipsarbeiten und Objekten.
- 1984 Isabelle Waldberg. Skulpturen und Gouachen. Winterthur, Galerie im Rathausdurchgang. Kuratiert von Hans Christoph von Tavel.
- 1987 Isabelle Waldberg, Roseline Granet – Sculptures. Tarbes, Musée Massey, Orangerie.
- 1988 Isabelle Waldberg, sculpteur. Gauchy, Galerie de la Maison de la Culture et des Loisirs.
- 1989 Isabelle Waldberg. Sculptures. Paris, Artcurial.
- 1992 Hommage à Isabelle Waldberg. Paris, Artcurial.
- 1993 Isabelle Waldberg, Skulptur. Kopenhagen, Galerie Mikael Andersen.
- 1999 Isabelle Waldberg. Mémoire(s). Chartres, Musée des Beaux-Arts.
- 2000 Isabelle Waldberg. Portraitures. Paris, Galerie Philippe Gravier.
- 2003 Isabelle Waldberg. Paris, L’Or du temps.
- 2011 Hommage à Isabelle Waldberg. Paris, Galerie Martel-Greiner. Bronzearbeiten zum 100. Geburtstag der Künstlerin.

## Gemeinschaftsausstellungen
- 2025 In Her Hands, Bucerius Kunst Forum, Hamburg

## Publikationen

### Buchillustrationen
- 1969 Michel Fardoulis-Lagrange: G.B. (Georges Bataille) ou un ami présomptueux. Titelblatt von Isabelle Waldmann. Editions Le Soleil noir, Paris.
- 1971 Claude Fournet und Elie Delamare-Deboutteville: „Echec au Grand Jeu?“ Gravuren von Isabelle Waldmann auf den Seiten 53 und 67.
- 1988 Dominique Le Buhan: Les Heures inégales, poèmes de 1980–1987. Fata Morgana, Montpellier. Gravur-Frontispiz von Isabelle Waldmann. Von der Auflage mit 700 Stück 40 durchnummeriert und mit Originalen der Künstlerin versehen.
- 2015 Robert Lebel: Masque à lame. Mamco (Musée d’art moderne et contemporain), Genf. ISBN 978-2-940159-70-3. Faksimile der Originalausgabe von Éditions Émisphères, New York 1943.

### Kataloge von Einzelausstellungen
- 1999 Isabelle Waldberg – sculptures, Editions de La Différence/Musée des Beaux-Arts de Chartres, Chartres.
- 1988 Nicole Vatinel: Présentation und Propos recueillis dans l’atelier d’Isabelle Waldberg le 3 décembre 1987. Galerie de la la Maison de la Culture et des Loisirs, Gauchy.
- 1987 Philippe Comte: Isabelle Waldberg. Musée Massey, Tarbes.
- 1984 Robert Lebel: Réminiscence en clair-obscur d’une exposition d’Isabelle Waldberg und Dominique Le Buhan: Le geste véridique d’Isabelle Waldberg. Artcurial, Paris.
- 1981 Michel Butor: Le Domaine de la Sibylle und Hans Christoph von Tavel: Isabelle Waldberg. Kunstmuseum Bern.
- 1980 Robert Lebel: Isabelle Waldberg – sculptures, gouaches, dessins. Editions Claude Givaudan, Genf.
- 1978 Isabelle Waldberg – sculptures. Association pour la promotion des Arts à l’Hôtel de ville de Paris.
- 1976 Robert Lebel: Isabelle Waldberg. Galerie des Grands Augustins, Paris.
- 1964 Hubert Juin: Waldberg. Cinéma du Ranelagh, Galerie Jacqueline Ranson, Paris.
- 1962 Michel Dufet: Le Prix Bourdelle. Ville de Paris/Musée Bourdelle, Paris.